# Alessandri (Viterbo)
Gli Alessandri furono una famiglia aristocratica fra le più importanti della Viterbo medievale, i suoi esponenti furono uomini d’arme, magistrati comunali, amministratori civili e avvocati.

## Storia

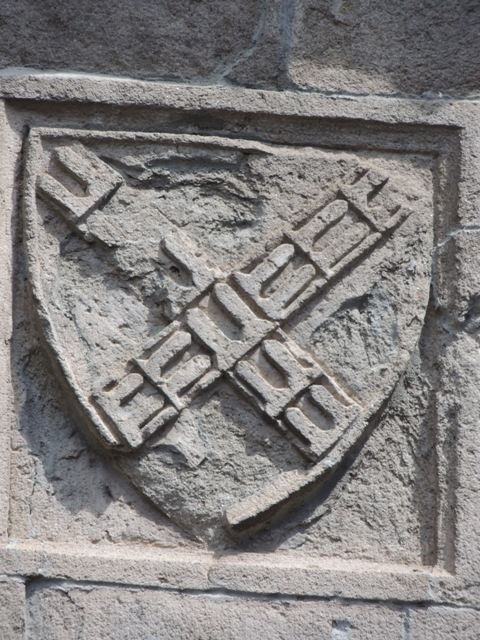
Dettaglio dello stemma di famiglia su una delle facciate del Palazzo degli Alessandri

Forse di origine franca, gli Alessandri furono quasi sempre alleati delle famiglie dei Brettoni o Gatti della parte Guelfa. Alessandro fu console e sindacatore del Comune di Viterbo e nel 1242 podestà del Castello di Sipicciano. I suoi figli Rollando e Clavello furono capitani del popolo a Viterbo nel 1273-1274.

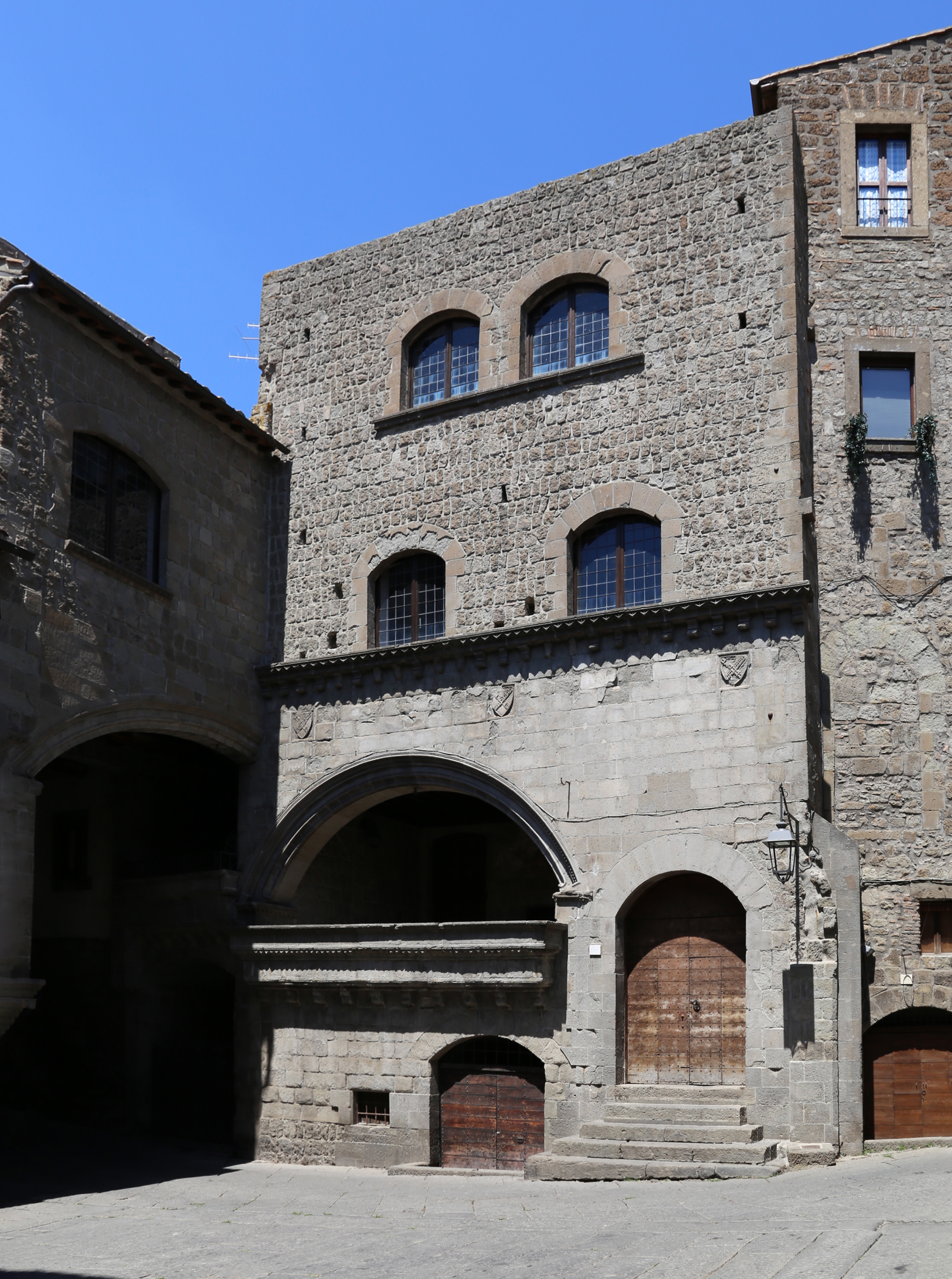
Palazzo degli Alessandri a Viterbo

Sono questi gli anni durante i quali viene realizzata la loro splendida dimora, Palazzo degli Alessandri nel quartiere di San Pellegrino a Viterbo, che è divenuto non solo simbolo del quartiere ma dell’intera città. Con l'abbandono della città da parte della famiglia il Palazzo rischiò di essere distrutto e fu preservato solo grazie a Papa Innocenzo IV che, con apposita bolla del 1252, raccomanda di non distruggere le abitazioni dell'illustre casata, in seguito sarà acquistato nel 1451 da Angelo di Francesco dei signori di Monte Casoli per poi passare alla famiglia Pollioni, oggi è proprietà del comune. La famiglia Alessandri era proprietaria di numerosi terreni in contrada Merlano e sul piano dei Bagni, intorno al Bullicame. Un Giacomo di Domenico fu Priore della Comunità nel 1430; un Domenico di Biagio nel 1500 era speziale e la stessa attività svolse il figlio Biagio che fu pure Priore della Comunità alla metà del XVI secolo; con l’unica figlia di questo Biagio, Francesca, la famiglia sembra avviarsi all’estinzione. Col cominciare del XVII secolo non si hanno ulteriori notizie del casato.